# Instituto Curie (Varsovia)

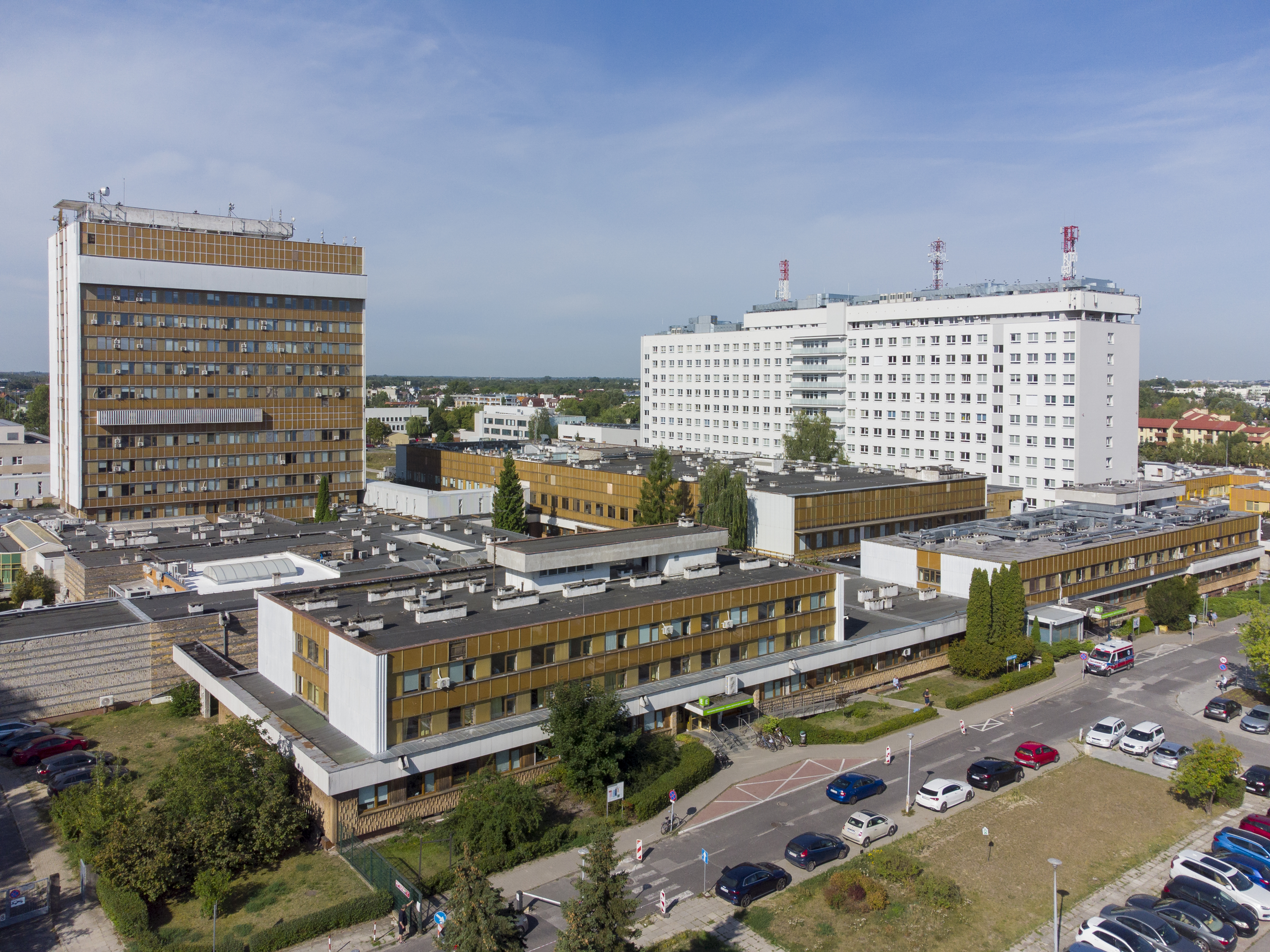
El Instituto de Oncología Maria Sklodowska-Curie (2024)

El Instituto de Oncología Maria Sklodowska-Curie (en polaco: Centrum Onkologii-Instytut im Marii Sklodowskiej-Curie Warszawie) es un instituto de salud de Varsovia, fundado en 1932 como Instituto del Radio por Maria Sklodowska-Curie en colaboración con el gobierno polaco, especialmente con el presidente Ignacy Mościcki.
En agosto de 1944 durante el levantamiento de Varsovia, los pacientes y el personal fueron brutalmente asesinados por los miembros de la Unidad antiguerrilla de la 29ª Waffen Grenadier Division der SS.
Después de la Segunda Guerra Mundial, el Instituto cambió su nombre por el de «Instituto de Oncología Maria Sklodowska-Curie».
Hoy en día es un instituto de salud especializado del Ministerio de Salud de Polonia. También tiene oficinas regionales en Gliwice y Cracovia.
Es el líder y el centro más especializado del tratamiento contra el cáncer en Polonia.
En una de las paredes de ladrillo del Instituto lleva la inscripción «Marii Skłodowskiej CURIE, W HOŁDZIE» [En homenaje a Maria Sklodowska Curie].